# محافظة محايل عسير
محافظة محايل عسير هي محافظة سعودية تابعة لمنطقة عسير، وتقع في الجنوب الغربي من للمملكة العربية السعودية شمال غرب مدينة أبها عاصمة منطقة عسير بحوالي 80 كيلومتراً، ويحدها من الشمال محافظة بارق، ومن الجنوب محافظة رجال ألمع، ومن الشرق مدينة أبها مقر إمارة منطقة عسير، ومن الغرب محافظة البرك.

## السكان
بلغ عدد سكان محايل (230,537) نسمة حسب تعداد السعودية 2022.
بلغ عدد سكان مدينة محايل سنة 2015، 111,294 نسمة أما محافظة محايل ومراكزها فبلغ مجموعهم 195 ألف نسمة .

## المناخ
جو المحافظة حار صيفاً 35-45 م ومعتدل شتاءً 18-28 م ويبلغ معدل الأمطار السنوي في المحافظة 30 ملم فيما يصل معدل الرطوبة إلى 18%.

## الموقع
تقع محايل إلى الشمال الغربي من مدينة أبها وتبعد عنها ما يقرب من 80 كم فيما تبعد عن ساحل البحر الأحمر قرابة 70 كلم وتتصل بها عن طريق عقبة شعار وتلتقي فيها عدد من الطرق فمن الشمال طريق بارق الذي يصلها بمنطقة الباحة ومكة المكرمة ومن الغرب طريق الطريق الساحلي إلى القنفذة ومن الجنوب طريق رجال ألمع الذي يصلها بقرية سحر آل عاصم ورجال ألمع والدرب وإلى منطقة جازان ومن الشرق إلى عقبة شعار الذي ترتبط به بمدينة أبها.

## المراكز التابعة لها
| المركز               | عدد السكان   |
| -------------------- | ------------ |
| محايل                | 111,294 نسمة |
| بحر أبو سكينة        | 30686 نسمة   |
| قنا                  | 26402 نسمة   |
| تهامة بللسمر وبللحمر | 11367 نسمة   |
| حميد العلايا         | 4785 نسمة    |
| السعيدة              | 6624 نسمة    |
| أخلال                | 3384 نسمة    |
| حبطن                 | 388 نسمة     |

## النشاط الرياضي
تحوي المحافظة نادي محايل والذي تأسس عام 1399 هـ .

## الأكلات الشعبية
من أنواع الأكلات الشعبية في محايل عسير الحنيذ وهو عنوان الكرم التهامي والخمير وهو نوع من أنواع الخبز التهامي مصنوع من أنواع الذرة وله ألوان يرافقه الحنيذ أو يدخل في توليفة مع المرق لتحول إلى (فتة) إضافة إلى الثريد وهو خليط من حب الدخن مع اللبن ويصاحبه أحياناً لحم المرق يكثر تقديمه في القبائل النائية و(الجشيشة) وهو طعام مصنوع من القمح المجروش يمكن أن يصنع في التنور أو الكانون وله نوع آخر يصاحبه اللبن.

## أهم المعالم السياحية
من أهم المعالم السياحية في محافظة محايل: (منتزه الحيلة) ويطل على وادي حلي ويقع إلى الجنوب عبر طريق محايل رجال ألمع، ويتمتع بالخصوصية وهو مناسب للتنزه العائلي و(حديقة الفيصلية) وتقع على جبل منصاب إلى الغرب من مركز المدينة، يتمتع بإطلالة خلابة على الحي التجاري ومن جهة أخرى على ضاحية منصاب الزراعية و(منتزه جبل المقيصرة) ويتميز بكونه يتوسط محايل حيث يمكن مشاهدة المدينة من جميع الجهات كما يعكس عطاء الدولة وروعة التخطيط وهمة الرجال وهو منتزه عائلي الطابع إضافة إلى (سوق السبت) وهو من أشهر الأسواق الأسبوعية في تهامة باعتباره منطقة جذب للسياحة التجارية وعلامة فارقة لهذه المدينة. و(بئر الغليلة) وهو المورد الأساسي للماء لسكان تهامة وشريان الحياة، يقع إلى الجنوب.

## الموروث الشعبي
الموروث الشعبي يتكون من عدد من الفنون الشعبية أهمها: (العرضة الجنوبية) وهي فن شعبي يعبر عن القوة والاتحاد ويكون على شكل صف الكتف بالكتف مصحوبة بإيقاعات متوسطة السرعة وعلى المشاركين أن يتقلدوا السيوف والجنابي أو أسلحة خفيفة والميدان الرئيس لهذا الفن مناسبات الأفراح ويصاحب ذلك (مدول) كذلك (الخطوة) وهي من الفنون الشعبية في الأفراح وهي لون من ألوان السمر عبارة عن صف واحد بنصف دائرة وهو ثقيل الحركة يصاحبه أهازيج معينة.
كما تضم الفنون الشعبية في محايل (الربخة) وتتميز بالسرعة ويكثر استخدامه في القبائل النائية إضافة إلى (الدمة) وهي عبارة عن صفين متوازيين تستخدم عند استقبال الوفود في الأفراح والمناسبات السعيدة.